# Carminodoris estrelyado
Carminodoris estrelyado is een slakkensoort uit de familie van de Discodorididae. De wetenschappelijke naam van de soort is voor het eerst geldig gepubliceerd in 1998 door Gosliner & Behrens.